# Нумто
Нумто́ (рос. Нумто, хант. Тәрум ԓор) — присілок у складі Білоярського району Ханти-Мансійського автономного округу Тюменської області, Росія. Входить до складу Казимського сільського поселення.
Населення — 199 осіб (2010, 235 у 2002).
Національний склад станом на 2002 рік: ненці — 62 %, ханти — 32 %.
Стара назва — Нум-То.